# Philipp Reis
Pour les articles homonymes, voir Reis.
 (janvier 2016).
Si vous disposez d'ouvrages ou d'articles de référence ou si vous connaissez des sites web de qualité traitant du thème abordé ici, merci de compléter l'article en donnant les références utiles à sa vérifiabilité et en les liant à la section « Notes et références ».
Johann Philipp Reis, né le 7 janvier 1835 à Gelnhausen et mort le 24 janvier 1874 à Friedrichsdorf, est un scientifique amateur allemand et, d'après certaines sources, l'inventeur du premier téléphone.

## Biographie
Johann Philipp Reis est né le 7 janvier 1834 à Gelnhausen, dans le land de Hesse en Allemagne.
Après des études à Francfort-sur-le-Main, il devient instituteur et enseigne à Friedrichsdorf.
il meurt a l'age de 40 ans le 14 janvier 1874 a friedrichsdorf

## Invention du téléphone Reis

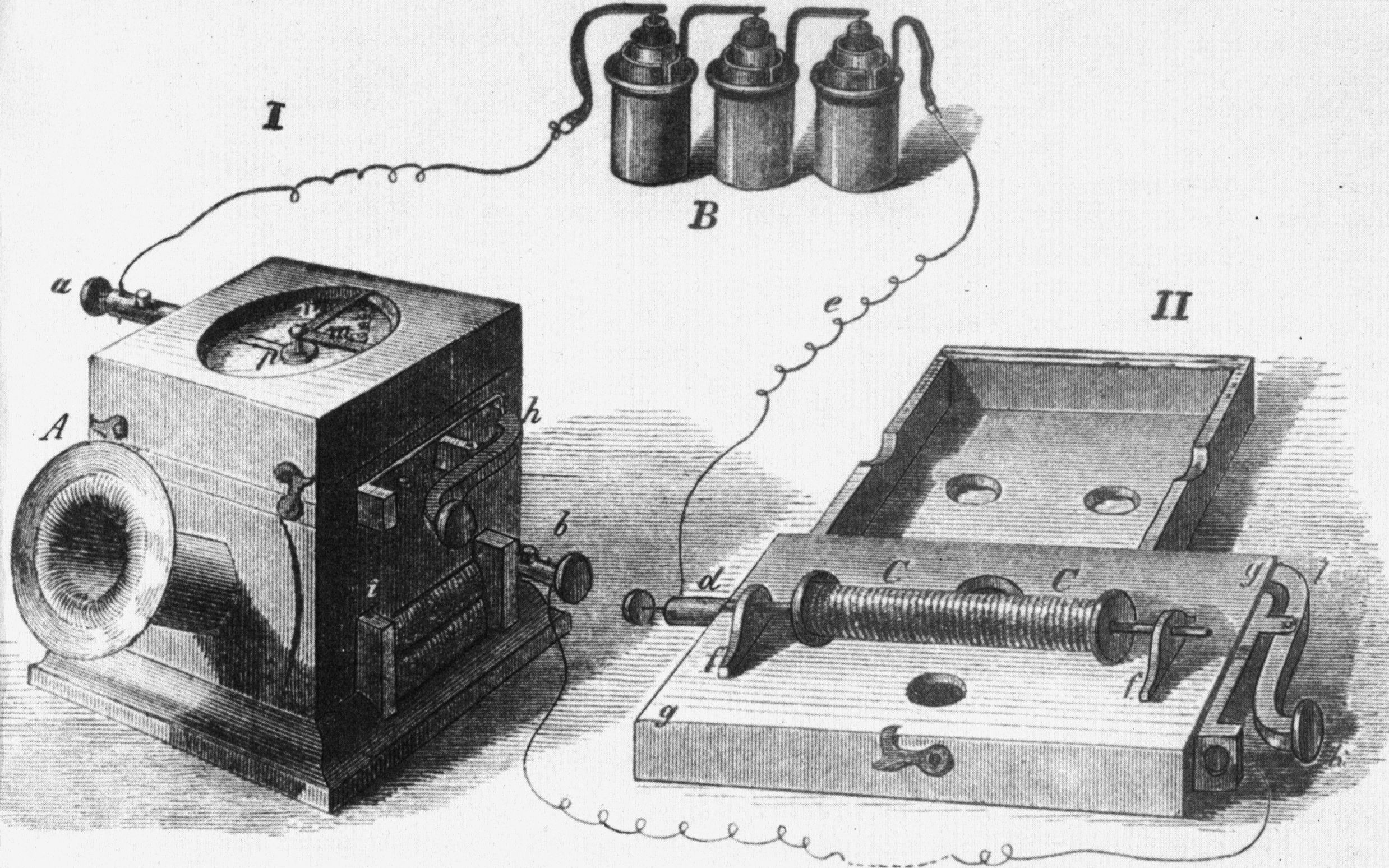
Le téléphone de Reis.

Johann Philipp Reis construit en 1860 le premier appareil électrique capable de transmettre le son à distance : un modèle d'oreille humaine dans lequel un morceau de vessie de porc joue le rôle de tympan et une pièce de platine celui du marteau. 
Il fait partie des inventeurs possibles du téléphone, tout comme Alexander Graham Bell (brevet en 1876) ou Elisha Gray (brevet en 1876).